# Oulens-sous-Echallens
Oulens-sous-Echallens är en ort och kommun i distriktet Gros-de-Vaud i kantonen Vaud, Schweiz. Kommunen har 598 invånare (2023).